# 土井利隆
土井利隆（日语：／ Doi Toshitaka，1619年—1685年4月1日）日本江戶時代初期大名、江戶幕府若年寄，下總古河藩第2任藩主。土井家宗家第2代。

## 生涯
元和5年（1619年），作為下總佐倉藩主（其後的古河藩首任藩主）土井利勝的長子，利隆在江戶出生。寛永7年（1630年）農曆12月6日，利隆獲任命為從五位下的遠江守。由於利隆的父親利勝在江戶幕府中擔任老中，在幕府內有一定的權力。寛永12年（1635年）農曆10月29日，獲父親支持的利隆與酒井忠朝一同就任小姓組番頭，其後與太田資宗、阿部重次和三浦正次等人一同擔任若年寄。然而，在寛永15年（1638年）農曆11月5日，利勝與酒井忠勝就任大老後，利隆與忠勝之子忠朝雙雙被罷免若年寄的職務。
寛永21年（1644年），利勝死去，家督之位由利隆繼任，並且擔任藩主。他將領地中的各1萬石分給弟弟土井利長和土井利房，另一弟弟土井利直也獲得5,000石，古河藩也因此由16萬石下降至13.5萬石。正保3年（1646年），利隆為了祈求利勝的冥福而在正定寺放置大鐘。
然而，由於利隆自少受到利勝的寵愛，完全不及其父親有才能和聰明，而且平常作惡多端，毫不理會家老大野仁兵衛的諫言，繼而我行我素的利隆甚至強行要求仁兵衛隱居，但仁兵衛反過來要求利隆隱居，最終在這場政爭中仁兵衛以死相諫而結束，然而土井家的紀錄中並沒有仁兵衛自殺的紀錄，說法真假未明，而根據古河市的鄉土史家岡村實的研究顯示，仁兵衛的確是自殺的。隨著仁兵衛自殺，利隆變得窮途末路，連串騷動使土井一族本身的反響變得更強烈。慶安4年（1651年），土井家重臣以利隆生病為由，以幾乎強制的方式逼其移去原御屋敷，由分家的弟弟利直以名代身份執掌藩政。萬治元年（1658年）農曆9月7日，利隆將家督之位讓給長子土井利重而隱居。晚年，利隆之子利重和利久先後逝世，一度面臨土井氏絕後的危機。
貞享2年（1685年）2月28日，利隆死去，享年67歲。